# 설현진
설현진(2000년 3월 10일~)은 대한민국의 축구 선수로, 포지션은 공격수이다. 현 K리그2의 경남 FC 소속이다.

## 어린 시절
초등학교 3학년 때부터 축구를 시작해 전북 완주중–경북 영문고를 거쳐 광주대학교에 입학했으며, 2021년 제67회 춘계대학축구연맹전에서 광주대학교의 우승을 이끌었다.

## 구단 경력
2021시즌 여름이적시장에서 K리그2의 경남 FC에 합류하며 프로 생활을 시작하였다.

## 개인사
동생은 2024 시즌부터 부천 FC 1995에 이적한 골키퍼 설현빈이다.